# Отиай, Фукуси
Фукуси Отиай (яп. 落合福嗣 Отиай Фукуси, род. 20 августа 1987, Нагоя) — японский сэйю.

## Биография
Фукуси Отиай родился 20 августа 1987 года в семье профессионального бейсболиста, в будущем члена зала бейсбольной славы Японии, Хиромицу Отиая. Как и отец, Отиай с детства увлекался бейсболом, однако по окончании средней школы решил отказаться от спортивной карьеры. Позже Фукуси объяснял свой выбор стать актёром озвучивания впечатлением от японского дубляжа фильма «Терминатор», который ему показал отец.
Фукуси окончил факультет азиатских исследований ΧΧΙ века университета Кокусикан. Первую свою роль как актёр Фукуси сыграл в 2009 году, озвучив камео в игре Yakuza 4, после чего прошёл двухгодичные курсы обучения актёрскому мастерству в Amusement Media Academy. В 2015 году он поступил на должность стажёра в штат агентства Aoni Production. Полноценный дебют Отиая как профессионального сэйю состоялся в 2015 году, где он озвучил нескольких эпизодических персонажей в аниме-сериале Seiyu's Life!. С того же года он начал работу на токийском телеканале TBS TV, где выступает диктором в различных передачах.
По итогам 2018 года за главную роль Нацуносукэ Бонды в экранизации бейсбольной манги Gurazeni Отиай был удостоен премии Seiyu Awards в номинации «Лучший начинающий актёр».
Женат с 2010 года, отец троих  детей.

## Фильмография

### Аниме-сериалы
2015
- Ace of Diamond: Second Season — Кодзи Тамаки
- Seiyu's Life![англ.] — персонал

2016
- Amanchu! — Таваси
- Battery the Animation[англ.] — Сакияма
- Boku no Hero Academia — механизм
- Grimgar of Fantasy and Ash — Могудзо
- Magi: Adventure of Sinbad[англ.] — рыцарь
- March Comes in Like a Lion — член клуба сёги
- Nobunaga no Shinobi[англ.] — Андо Моринари, Имагава Удзидзанэ
- Orange — торговец
- Pandora in the Crimson Shell: Ghost Urn[англ.] — бандит
- Reikenzan: Hoshikuzu-tachi no Utage — медведь, Хо, сопровождающий Буньхо
- Rewrite — Тока, маг
- Sweetness and Lightning[англ.] — отец
- Tiger Mask W[англ.] — американский судья, юноша
- Tonkatsu DJ Agetarou[англ.] — Кюдзи Нацумэ

2017
- Akashic Records of Bastard Magic Instructor — Кай Фарнис
- All Out!![англ.] — Такэо Ацута
- Blood Blockade Battlefront & Beyond — бандит
- Boku no Hero Academia 2nd Season — ученик, противник
- Chiruran Nibun no Ichi[яп.] — Кай Симада
- Gabriel DropOut — игрок
- Inuyashiki — ученик
- King's Game The Animation[англ.] — Акира Оно
- Princess Principal — Беатрис (серия 1)
- The Idolmaster SideM — скаут

2018
- Ace Attorney Season 2 — Каору Хондобо
- Amanchu! Advance — Таваси
- Basilisk: The Ouka Ninja Scrolls — вассал, Сикибу Кора
- Full Metal Panic! Invisible Victory — член тактического совета
- GeGeGe no Kitarou — эпизодические роли
- Gurazeni[англ.] — Нацуносукэ Бонда
- Hinomaru Sumo[англ.] — Синъя Одзэки
- Hugtto! Precure — Каралит
- Nobunaga no Shinobi: Ishiyama-hen[англ.] — Андо Моринари, Китабатакэ Томофуса
- Nobunaga no Shinobi: Kanegasaki-hen[англ.] — Миёси Мамаясу, Ока Ёсимаса
- Persona 5: The Animation — ведущий
- Teasing Master Takagi-san — Кимура

### Аниме-фильмы
- The Night Is Short, Walk on Girl — зазывала

### Компьютерные игры
2010
- Yakuza 4 (Фукуси Отиай)